# جذر وتدي

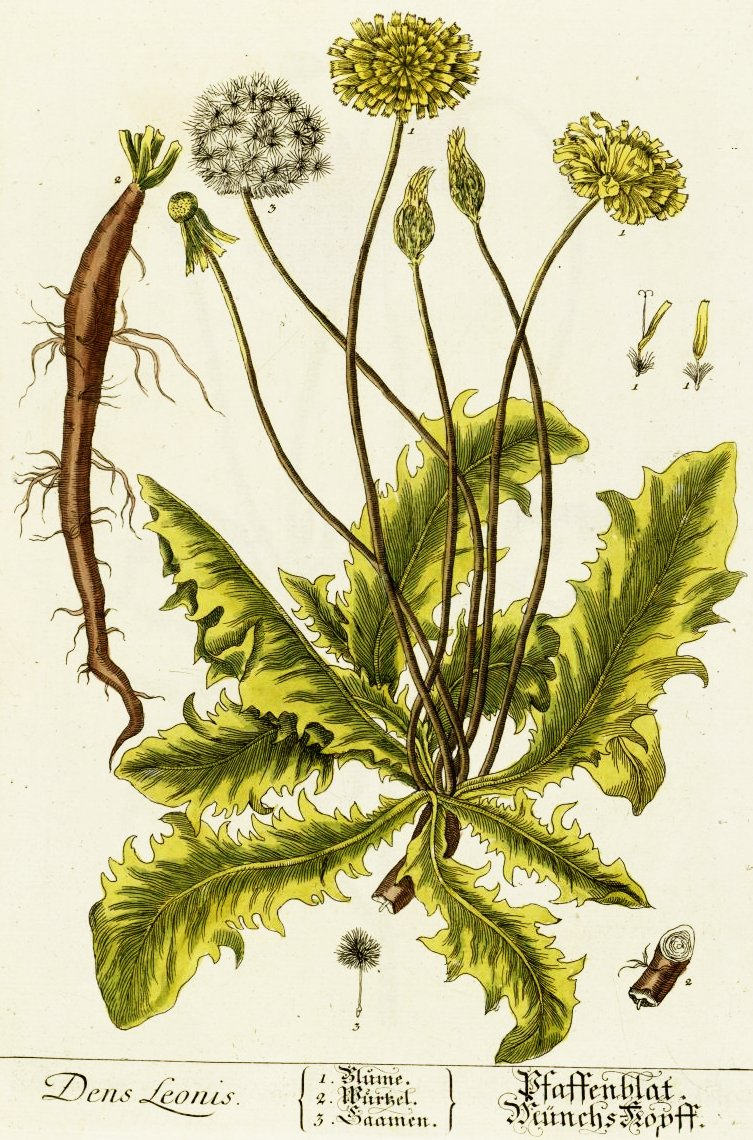
جذر الطرخشقون (يسار) مع النبات (يمين).

الجذر الوتدي وقد يُسمَّى الجِنْث (بالإنجليزية: Taproot)‏، هو أحد أنواع الجذور، وهو جذر رئيسي كبير الحجم، مستقيم إلى حد ما، سميك، مُستدق الشكل، وينمو مُباشرةً إلى الأسفل. وهو أحد الجذور الرئيسية التي تخرج منها الجذور الفرعية والشعيرات الصغيرة الممتدة من الجذور، وتمتلك الجذور الوتدية قدرة كبيرة على النمو والامتداد للوصول إلى عمق بعيد عن سطح التربة، مع قدرة الجذور الفرعية البارزة منها على النمو والابتعاد عن الجذور الوتدية خلال هذا العمق.